# Thakurdwara
Thakurdwara is een stad en gemeente in het district Moradabad van de Indiase staat Uttar Pradesh. 

## Demografie
Volgens de Indiase volkstelling van 2001 wonen er 35.279 mensen in Thakurdwara, waarvan 53% mannelijk en 47% vrouwelijk is. De plaats heeft een alfabetiseringsgraad van 50%. 